# 마루코는 아홉살
《마루코는 아홉살》(일본어: ちびまる子ちゃん 치비마루코짱[*], 모모는 엉뚱해)은 주인공과 이름이 같은 만화가 사쿠라 모모코가 그린 만화이자, 이를 원작으로 한 애니메이션이다. 흔히 사자에상, 도라에몽과 함께 일본의 3대 국민 애니메이션으로 불리며, 도카이도의 한 지역인 시즈오카현 시미즈구를 근거지로 해서 대표적인 지방색이 짙은 토종 애니메이션 작품으로 꼽힌다.
또한 마루코는 시즈오카 현을 상징하는 주요 심볼 마스코트 중의 하나이기도 하다. 일본에서 1990년부터 1992년까지 방영하고 일단 종영하였으나, 1995년부터 방영을 재개하여 후지TV를 비롯한, 간사이 TV(이하 KTV - 긴키 광역권), 도카이 TV(이하 THK - 주쿄 광역권), TV 니시닛폰 등 26개 FNN 지역 민방 네트워크를 통해, 전국적으로 일제히 송출되는 최장수 애니메이션이다.
대한민국에서는 1998년 5월 2일부터 6일까지 열린 '98 동아/LG 국제 만화 페스티벌에서 처음 소개되었으며,TV 방송으로는 2004년, 온미디어(현 CJ ENM)가 수입 후 자사의 운영 채널인 투니버스에서 방영함으로써 알려지게 되었다. 투니버스는 현지화를 진행하지 않고(작품 내 일본어는 자막으로 소개) 한국어 더빙으로 방영하였으며 1~100화를 1기, 101~150화를 2기로 편성하였다. 그러나 시청률이 저조하여 수입이 중단되었고 이후 투니버스 방영분을 재능TV과 퀴니에서 재방영하였다. 2012년 ㈜선우엔터테인먼트에서 다시 독점 수입하여 2012년 3월부터 애니맥스에서 신판이 방영 종료이다.
1990년 10월 28일 방영분이 높은 인기를 끌면서 39.9%의 압도적인 시청률을 기록하여, 역대 최고 애니메이션 시청률 순위 2위에 올랐다.
애니메이션판의 인기에 힘입어 TV 실사 드라마(2006, 2013년 스페셜드라마판, 연속 드라마판, 타이완판)로도 방영되었다.
파생작품들도 나왔는데, 이 작품의 속편격인 만화책 상,하권(마루코가 중,고등학교를 거쳐 대학에 가는 내용까지 나옴)과 만점위인전 나이팅게일(슈에이샤) 등이다.
주제곡《춤춰요 폼포코링》은 남코의 음악 게임 태고의 달인과 코나미의 DDR 5th mix에 수록되어있다.

## 줄거리
1970년대 시즈오카현을 배경으로, 소학교 3학년 소녀 사쿠라 마루코(모모코)의 엉뚱하고 귀여운 일상을 그렸다. 후지산이 있는 시즈오카현은 작가 사쿠라의 고향이기도 하다.

## 방송 일시
| 방송 채널 | 방송일                           | 방송 시간                            |
| --------- | -------------------------------- | ------------------------------------ |
| 후지TV    | 1990년 1월 7일 ~ 1992년 9월 27일 | 종료                                 |
| 후지TV    | 1995년 1월 8일 ~ 현재            | 매주 일요일 오후 6시 ~ 6시 30분 (본) |

### 제작진
- 기획 / 제작 닛폰 애니메이션 요미우리 광고사 후지TV
- 제작 닛폰 애니메이션 요미우리 광고사 후지TV
- 저작권 표시 ⓒ 1990 ~ 닛폰 애니메이션 요미우리 광고사 후지TV 모두 보호 이다.

## 같이 보기
- 사자에상 (후지 TV 계열 : 매주 일요일 오후 6시 30분)
- 나가사와 군 (중학생이 된 나가사와를 주인공으로 한 스핀오프 만화)